# Championnats du monde par équipes de marche 2024
Navigation
Oman 2022 2026
Les championnats du monde par équipes de marche 2024 se déroulent le 21 avril 2024 à Antalya en Turquie.
Le championnat est qualificatif pour l'épreuve de relais marathon par équipe mixte aux Jeux olympiques 2024 : 22 équipes seront qualifiées, trois quotas étant attribué par la rang. Cette épreuve remplace le relais 50 km ou 35 lm marche.

## Résultats
| Race                   | Or                                                  | Or      | Argent                                                | Argent  | Bronze                                                              | Bronze  |
| Hommes                 | Hommes                                              | Hommes  | Hommes                                                | Hommes  | Hommes                                                              | Hommes  |
| ---------------------- | --------------------------------------------------- | ------- | ----------------------------------------------------- | ------- | ------------------------------------------------------------------- | ------- |
| 10 km (par équipes)    | Chine- Shi Shengji - Luo Jiawei                     | 5 pts   | Japon- Sotaro Osaka - Taisei Yoshizako                | 10 pts  | Australie- Isaac Beacroft - Riley Coughman                          | 14 pts  |
| 20 km                  | Perseus Karlström                                   | 1:18:49 | Paul McGrath                                          | 1:19:14 | Diego García                                                        | 1:19:51 |
| 20 km (par équipes)    | Espagne- Paul McGrath - Diego García - Álvaro López | 13 pts  | Japon- Yuta Koga - Satoshi Maruo - Tomohiro Noda      | 26 pts  | Italie- Riccardo Orsoni - Gianluca Picchiottino - Michele Antonelli | 33 pts  |
| Femmes                 |                                                     |         |                                                       |         |                                                                     |         |
| 10 km (par équipes)    | Espagne- Aldara Meilàn - Sofia Santacreu            | 5 pts   | Chine- Yang Xizhen - Chen Meiling                     | 6 pts   | Italie- Giulia Gabriele - Serena Di Fabio                           | 11 pts  |
| 20 km                  | Kimberly García                                     | 1:27:12 | Ma Zhenxia                                            | 1:27:55 | Érica de Sena                                                       | 1:29:22 |
| 20 km (par équipes)    | Chine- Ma Zhenxia - Ji Haiying - Shi Yuxia          | 15 pts  | Pérou- Kimberly García - Evelyn Inga - Mary Luz Andía | 15 pts  | Espagne- Lidia Sanchez-Puebla - Antia Chamosa - Paula Juarez        | 31 pts  |
| Mixte                  |                                                     |         |                                                       |         |                                                                     |         |
| Marathon (par équipes) | Italie- Francesco Fortunato - Valentina Trapletti   | 2:56:45 | Japon- Kōki Ikeda - Kumiko Okada                      | 2:57:04 | Espagne- Álvaro Martín - Laura García-Caro                          | 2:57:47 |